# Eni Galante
Eni Luiza Galante (Niterói, 12 de abril de 1944) mais conhecida como Eni Galante é uma política brasileira filiada ao Movimento Democrático Brasileiro, foi Deputada Estadual por São Paulo além de primeira-dama de São Bernardo do Campo, durante a gestão de seu esposo, o ex-prefeito Aron Galante.
É tia do atual vice-governador do estado de São Paulo, Felício Ramuth (PSD).

## Carreira política
Ainda na função de primeira-dama de São Bernardo do Campo e presidente do fundo social de solidariedade do município, afastou-se das funções em maio de 1986 para candidatar-se ao cargo de Deputada Estadual, pelo mesmo partido de seu esposo, Aron Galante, o Partido do Movimento Democrático Brasileiro, tendo sido eleita com 46.542 votos, sendo grande maioria da cidade de São Bernardo do Campo.

## Desempenho eleitoral
| Ano  | Eleição               | Cargo             | Partido | Partido | Coligação       | Vice | Votos para Eni | Votos para Eni | Votos para Eni | Resultado | Ref   |
| Ano  | Eleição               | Cargo             | Partido | Partido | Coligação       | Vice | Total          | %              | P.             | Resultado | Ref   |
| ---- | --------------------- | ----------------- | ------- | ------- | --------------- | ---- | -------------- | -------------- | -------------- | --------- | ----- |
| 1986 | Estadual de São Paulo | Deputada Estadual |         | PMDB    | Partido Isolado | —    | 46.542         | 0,30%          | 34.º           | Eleita    | [ 5 ] |